# 粒度分布測定装置
粒度分布測定装置（りゅうどぶんぷそくていそうち）または粒子径分布測定装置とはサンプル中の粒度分布（どれくらいの大きさの微粒子がどれくらいの割合で含まれているか）を測定する装置である。

## 用途
- 食品の食感（舌触りや喉ごし）の研究
- ドラッグデリバリーシステム(DDS)をはじめとした医薬品の効果の研究
- 河川の土砂の測定
- インク・顔料の品質向上
- 化粧品の使用感
- クリーンルームの空気清浄度測定

など多岐に渡る。

## 原理
主には動的光散乱法と、レーザー回折・散乱法、画像イメージング法の3通りがある。また、手分析の手法としてアンドレアゼンピペットを用いた重力沈降法がある。

### 動的光散乱法
光子相関法とも呼ばれる。主にはある液中のnmオーダーの粒子径を測定することに向く。粒子にレーザービーム（単色光）を照射し、粒子にあたり出てくる散乱光を検出すると、その粒子のブラウン運動に依存して散乱強度の信号に時間依存の「揺らぎ」が観測される。この「揺らぎ」を散乱強度信号の各時定数における自己相関関数と試料の粘度を考慮して解析することで、粒子のブラウン運動の速度（拡散係数）が得られる。一般に液中の粒子の拡散係数は粒子の大きさに依存したアインシュタインの関係式 (速度論)で計算できることから、その系中の粒子の大きさを知ることが可能である。
本手法は基本的には自己相関関数の計算結果から導き出された、時定数－自己相関係数の緩和曲線が、ある流体中の粒子の拡散係数に依存するという前提に基づいている。このため、その曲線のフィッティングアルゴリズムにより、分布幅や算出粒子径の大きさが変わる。また、原理上、環境のノイズ成分、周期振動なども系に影響を及ぼすため、本来は測定者の知識をある程度要求する。しかし、現状、もっとも簡便に液中のnmオーダーの粒子の情報を知ることができる手法であるため、化学工業・半導体・タンパク質科学分野などで多用されている。　

### レーザー回折法
粒子にレーザービーム（単色光）を照射すると、その粒子の大きさに応じて様々な方向へ回折光、散乱光が発せられる。粒子径が大きい場合(mm～μm)の回折・散乱光は、粒子の後ろ側、即ちレーザービームの進行方向側に集中する。粒子径が小さくなるにつれ(μm～nm)、回折・散乱光はレーザービーム進行方向の後ろ側へも広がってくる。これらの光の回折・散乱強度分布を解析して粒子径を求める（フラウンホーファー回折、ミー散乱も参照のこと）。乾式と湿式の両方が測定可能で、一回に処理できる試料量が他の手法に比べ、比較的多く、また簡便であるのが特徴である。
粒子が光の波長に対して充分に大きいときは、散乱よりも回折の現象が支配的になるため、フラウンホーファー回折で近似され、回折光（粒子を任意の大きさのスリット径と同等として）説明される。俗に（正式な現象を捉えている言葉ではないが）「前方散乱」と呼ばれる。粒子の物性係数はその近似式に寄与しないため、光の波長だけで計算できるのが特徴である。
粒子が、光の波長に対して等しいか、やや大きいといったときは、回折と散乱の双方の要素を考慮する必要があるため、ミー散乱で説明される。この散乱パターンは、粒子の径に依存した散乱強度分布をもつ。これを、粒子と分散媒（水や空気、溶媒）の屈折率を使って、得られた光の強度分布を解析する。その屈折率の入力値によってはゴーストピークなどを生むので解析には注意が必要である。
なお、粒子群には大きさの異なる多数の粒子が存在しているので、本手法で実際に測定できるのは、体積基準粒度分布として「どれくらいの粒子」、が「どれくらいの割合」で含まれているか、となる。

### 画像イメージング法
光学顕微鏡・電子顕微鏡などで直接、粒子の画像を取得し、その画像イメージから粒子の大きさに換算する。測定可能な粒子径は画像を取得する観察手法に依存する。光学顕微鏡の発明された時代から、よく知られ、用いられてきた手法であるが、測定する粒子の数・量が膨大になると解析に時間がかかり、多量粒子の処理には向かない、という短所がある。しかし、動的光散乱やレーザー回折法と比較して、屈折率や粘度などを考慮しなくてよく、直感的に理解しやす手法であるのが長所としてあげられる。また体積基準粒子径・個数基準粒子径の双方を測定可能である。
近年はPCのデジタル解析技術も進み、大量の粒子を処理することも可能になったため、数万個の粒子の粒子径のみならず、形状パラメータ（円形度、アスペクト比などで表現される）の統計的処理を行えるようになった。

### 重力沈降法

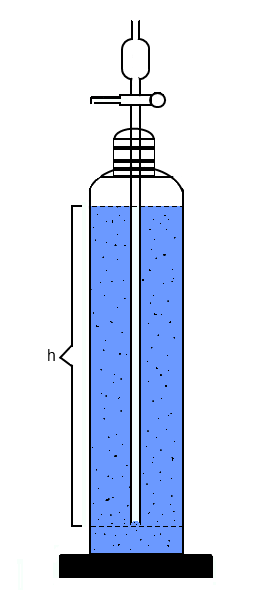
重力沈降法に用いられるアンドレアゼンピペット

分析試料を溶媒中に均一に分散させ、粒子の沈降速度からストークスの式を用いて粒度分布を求める方法である。分析装置としては通常アンドレアゼンピペットが利用される。シリンダーの下部から一定時間ごとに試料を吸い上げて分取し、分取した液を蒸発乾固させることで一定時間に一定距離を沈降した試料の重量を測定し、これを繰り返すことで粒度分布を得ることができる。

## 製造会社
- アントンパール
- セイシン企業
- 大塚電子
- マイクロトラック・ベル株式会社
- 島津製作所
- ベックマン・コールター
- 堀場製作所
- マルバーン (マルバーン事業部（スペクトリス株式会社))
- シーラス
- シンパテック（株式会社日本レーザー）
- インテグリス